# Charter Oak (Iowa)
Charter Oak ist eine Kleinstadt (mit dem Status „City“) im Crawford County im US-amerikanischen Bundesstaat Iowa. Das U.S. Census Bureau hat bei der Volkszählung 2020 eine Einwohnerzahl von 535 ermittelt.

## Geografie
Charter Oak liegt im Westen Iowas am Soldier River, einem linken Nebenfluss des Missouri. Dieser bildet rund 60 km westlich die Grenze Iowas zu Nebraska. Die Schnittstelle der drei Bundesstaaten Iowa, Nebraska und South Dakota befindet 96 km nordwestlich.
Die geografischen Koordinaten von Charter Oak sind 42°04'06" nördlicher Breite und 95°35'30" westlicher Länge. Die Stadt erstreckt sich über eine Fläche von 1,24 km² und ist die größte Ortschaft innerhalb der Charter Oak Township.
Nachbarorte von Charter Oak sind Ricketts (8,4 km nordnordöstlich), Schleswig (24 km nordöstlich), Denison (22,2 km ostsüdöstlich), Arion (22,5 km südöstlich), Dow City (22,5 km südsüdöstlich), Dunlap (26,6 km südlich), Ute (10,6 km westsüdwestlich), Soldier (20,5 km in der gleichen Richtung) und Mapleton (25,2 km nordwestlich).
Die nächstgelegenen größeren Städte sind die Twin Cities in Minnesota (Minneapolis und Saint Paul) (506 km nordnordöstlich), Rochester in Minnesota (452 km nordöstlich), Cedar Rapids (336 km östlich), Iowas Hauptstadt Des Moines (204 km ostsüdöstlich), Kansas City in Missouri (390 km südsüdöstlich), Nebraskas größte Stadt Omaha (117 km südsüdwestlich), Sioux City (103 km nordwestlich) und South Dakotas größte Stadt Sioux Falls (239 km in der gleichen Richtung).

## Verkehr
Der Iowa State Highway 141 führt in West-Ost-Richtung als Hauptstraße durch Charter Oak. Alle weiteren Straßen sind untergeordnete Landstraßen, teils unbefestigte Fahrwege sowie innerörtliche Verbindungsstraßen.
Mit dem Denison Municipal Airport befindet sich 25,5 km ostsüdöstlich ein kleiner Flugplatz. Die nächsten Verkehrsflughäfen sind der Des Moines International Airport (210 km ostsüdöstlich), das Eppley Airfield in Omaha (109 km südsüdwestlich), der  Sioux Gateway Airport in Sioux City (90,6 km westnordwestlich) und der Sioux Falls Regional Airport (245 km nordwestlich).

## Bevölkerung
Nach der Volkszählung im Jahr 2010 lebten in Charter Oak 502 Menschen in 229 Haushalten. Die Bevölkerungsdichte betrug 404,8 Einwohner pro Quadratkilometer. In den 229 Haushalten lebten statistisch je 2,19 Personen.
Ethnisch betrachtet setzte sich die Bevölkerung zusammen aus 95,6 Prozent Weißen, 0,6 Prozent Afroamerikanern, 1,4 Prozent Asiaten sowie 1,0 Prozent aus anderen ethnischen Gruppen; 1,4 Prozent stammten von zwei oder mehr Ethnien ab. Unabhängig von der ethnischen Zugehörigkeit waren 7,2 Prozent der Bevölkerung spanischer oder lateinamerikanischer Abstammung.
25,1 Prozent der Bevölkerung waren unter 18 Jahre alt, 57,0 Prozent waren zwischen 18 und 64 und 17,9 Prozent waren 65 Jahre oder älter. 52,6 Prozent der Bevölkerung waren weiblich.
Das mittlere jährliche Einkommen eines Haushalts lag bei 45.972 USD. Das Pro-Kopf-Einkommen betrug 23.740 USD. 9,6 Prozent der Einwohner lebten unterhalb der Armutsgrenze.